# Bartosz Bielenia
Bartosz Bielenia (sinh ngày 15 tháng 5 năm 1992) là diễn viên điện ảnh và diễn viên sân khấu người Ba Lan .

## Giáo dục
Năm 2016, Bielenia tốt nghiệp Học viện Nghệ thuật Sân khấu Quốc gia AST ở Kraków.

## Nghề nghiệp
Năm 1999, Bielenia ra mắt công chúng khi đóng vai nhân vật chính trong vở kịch 'Hoàng tử bé'. tại Nhà hát kịch Aleksander Wegierko ở Białystok
Năm 2013, anh nhận vai diễn Ippolit Terentyev trong tiểu thuyết Chàng ngốc của Dostoyevsky tại  Nhà hát Bagatela ở Kraków. Từ năm 2014 đến năm 2017, anh biểu diễn tại Nhà hát Quốc gia Helena Modrzejewska tại Kraków. Năm 2018, anh biểu diễn tại Nhà hát Mới ở Warszawa. Năm 2019, Bielenia giành Giải thưởng Zbigniew Cybulski. Năm 2020, anh nhận được giải thưởng Shooting Star cho nam diễn viên trẻ xuất sắc nhất châu Âu.

## Sự nghiệp điện ảnh

### Phim
| Năm  | Tiêu đề                        | Vai trò                         | Ghi chú |
| ---- | ------------------------------ | ------------------------------- | ------- |
| 2015 | Disco Polo                     | Thành viên của Band Funny Games |         |
| 2015 | Thời thanh niên sắp giết người | Người đàn ông trẻ               |         |
| 2016 | Na granicy                     | Janek                           |         |
| 2018 | Giáo sĩ                        | Con cóc                         |         |
| 2019 | Corpus Christi                 | Daniel                          |         |

## Giải thưởng
- 2019: Giải thưởng Zbigniew Cybulski [7]
- 2020: Giải thưởng Shooting Star [8]